# Mednarodna teniška federacija
Mednarodna teniška organizacija (ITF, International Tennis Federation) je predstavno telo tenisa in vseh njegovih podzvrsti. Ustanovljeno je bilo leta 1913 in leta 2016 je predstavljalo 211 državnih in 6 regijskih teniških organizacij. ITF organizira turnirje za ženske, moške in mladince. Vsako leto organizirajo več kot 650 različnih teniških turnirjev v 65 različnih državah. Mednarodna teniška federacija organizira tudi mladinski Davisov pokal in mladinski pokal Billie Jean King.
Odgovornosti ITF zajemajo sprejemanje novih teniških pravil, reguliranje mednarodnih turnirjev, promocijo tenisa in bojevanje proti korupciji znotraj tenisa. Za vodenje profesionalnega tenisa ITF sodeluje še z Women Tennis Federation (WTA) in Association of Tennis Professionals (ATP)            

## ITF Mednarodna mladinska teniška turneja
ITF mednarodna mladinska teniška turneja daje igralcem, starim 18 let in manj, priložnost, da potujejo po svetu in razvijajo svoj talent.
Na turnirju, ki vključuje več kot 650 turnirjev v 140 državah, igralci tekmujejo na šestih ravneh turnirjev – od JA (ki vključuje mladinske turnirje za Grand Slam) do J1, J2, J3, J4 in J5 (najnižja ocena). ITF World Tennis Tour Juniors ponuja izhodišče za najboljše igralce, da nadaljujejo in dosežejo uspeh v profesionalni igri.
Najboljših osem mladincev ob koncu leta se bo pomerilo na prestižnem finalu ITF World Tennis Tour Junior Finale ob koncu sezone . ITF izvaja tudi dve vodilni mednarodni mladinski ekipni tekmovanji – ITF World Junior Tennis Finals (14 in manj) ter Junior Davisov pokal in Junior Billie Jean King Cup, ki ga izvaja BNP Paribas Finals (16 in manj).

## ITF Mednarodna teniška moška turneja
Svetovna teniška turneja ITF za moške ponuja profesionalne teniške turnirje začetne stopnje in zagotavlja pot med ITF Junior World Tennis Tour in elitnimi ravnmi moškega profesionalnega tenisa. Rezultati turnirjev ITF so vključeni v lestvico ATP, ki profesionalcem omogoča napredovanje na ATP Challenger Tour in ATP Tour ter na koncu na Grand Slam.
Tour ponuja približno 550 turnirjev v 70 državah in vključuje dve nagradni ravni turnirjev: 15.000 $ in 25.000 $.

Turnirji na ravni 15.000 $ vključujejo rezervirana mesta v glavnem žrebu za najboljših 100 ITF mladincev, kar zagotavlja gladko pot najboljšim novim talentom, da se prebijejo v elitni profesionalni tenis. Svetovna teniška turneja ITF za moške je zasnovana tudi tako, da učinkovito usmerja denarne nagrade, da pomaga zmanjšati stroške za igralce in na koncu omogoči več igralcem, da se preživijo.